# Balkan (album)
Balkan je drugi studijski album pjevačice Seke Aleksić. Izdao ga je Grand Production 1. prosinca 2003. godine. Na albumu se nalazi deset pjesama.

## Popis pjesama
| Br. | Skladba                   | Trajanje |
| --- | ------------------------- | -------- |
| 1.  | »Crno i zlatno«           | 3:41     |
| 2.  | »Ne ostavljaj me samu«    | 3:24     |
| 3.  | »Oči plave boje«          | 3:28     |
| 4.  | »K'o da sutra ne postoji« | 3:52     |
| 5.  | »Jedna više«              | 4:06     |
| 6.  | »Idi lepi moj«            | 3:38     |
| 7.  | »Balkan«                  | 4:01     |
| 8.  | »Šta je bilo, bilo je«    | 3:50     |
| 9.  | »Dan od života«           | 3:22     |
| 10. | »Dim srca mog«            | 3:55     |

## Izdanja
| Regija             | Datum             | Format(i)  | Izdavač          |
| ------------------ | ----------------- | ---------- | ---------------- |
| Srbija i Crna Gora | 1. prosinca 2003. | CD, kaseta | Grand Production |
| Bugarska           | 2004.             | CD         | Payner           |